# Moa (fleuve)
Pour les articles homonymes, voir Moa.
La Moa est un fleuve côtier d'Afrique de l'Ouest qui prend sa source en Guinée dans la préfecture de Kérouane – où elle porte le nom de « Makona » –, coule entre la Guinée et le Liberia en arrosant Guéckédou, avant d'entrer en Sierra Leone et de se jeter dans l’océan Atlantique.

## Géographie

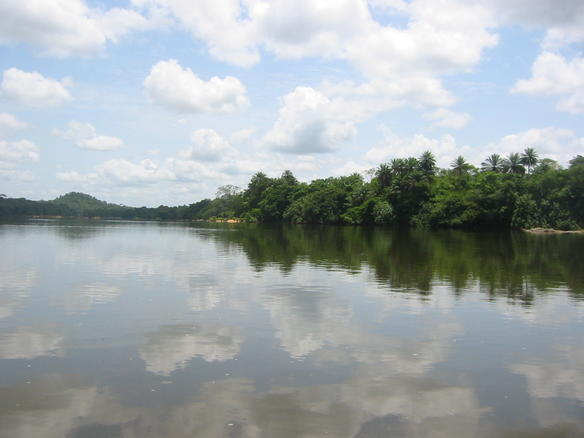
L'île de Tiwai.

Sa longueur est de 475 km.

### Bassin versant
Son bassin versant est de 19 617 km2.